# Étymologie du nom Sénégal

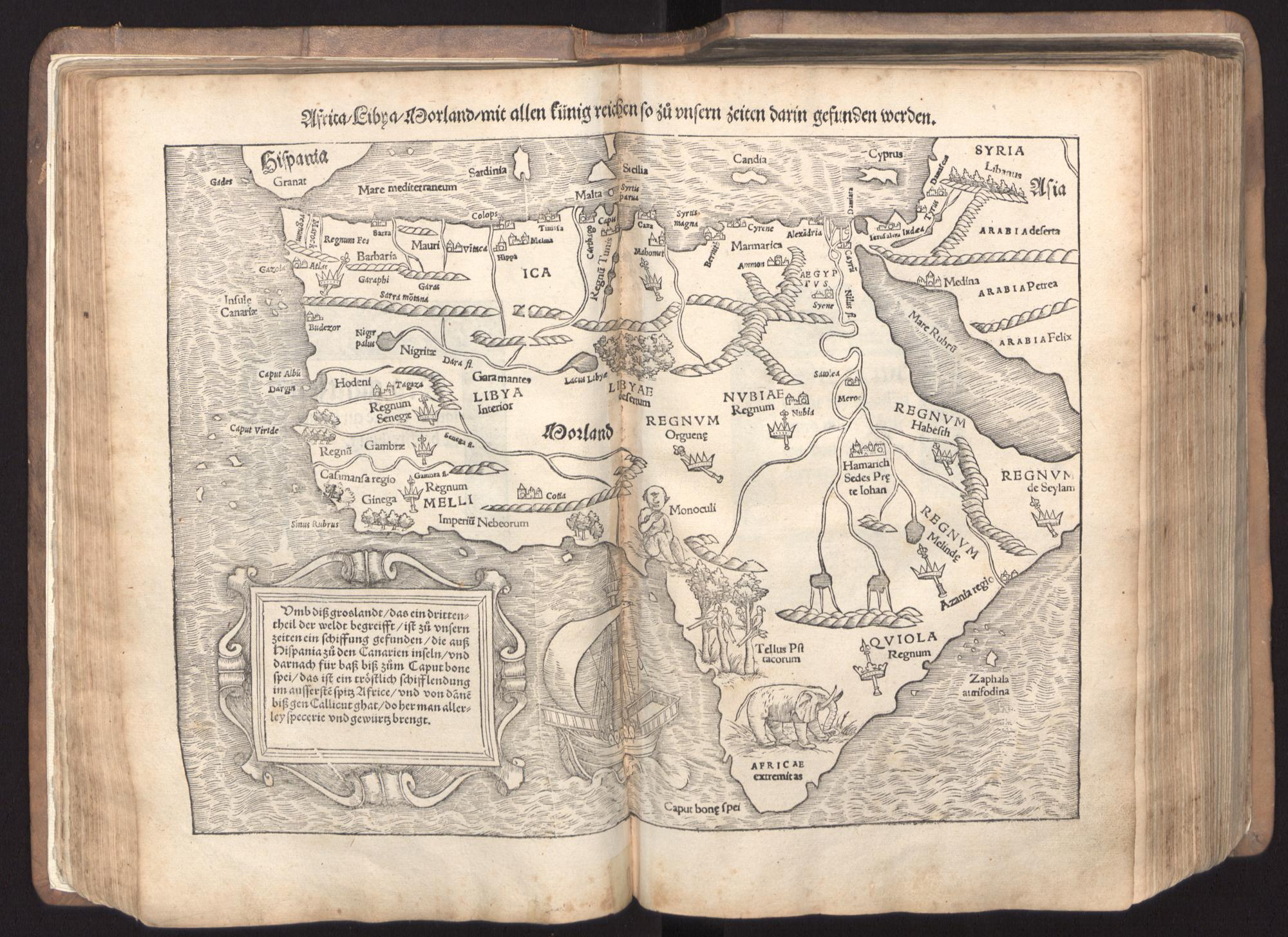
Carte allemande, en latin, de 1545, indiquant le fleuve comme Senega et la région comme Regnum Senegae.

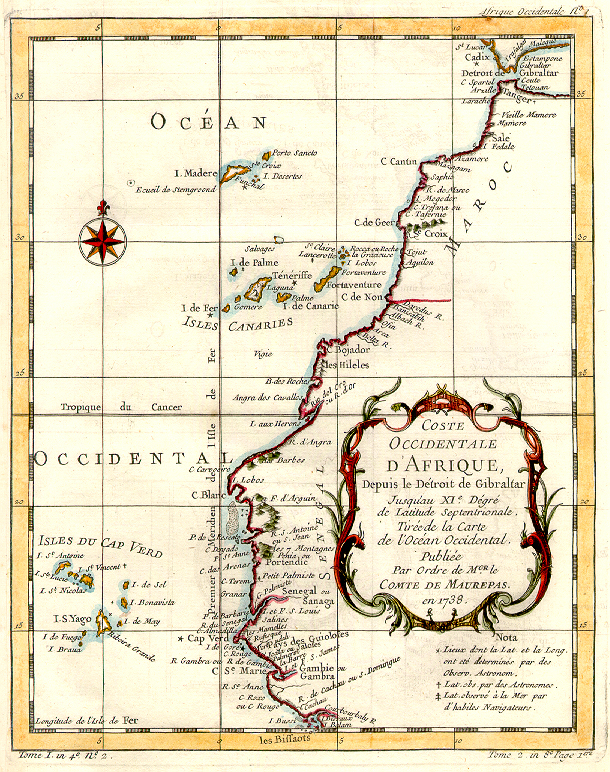
Carte française de 1738 indiquant le fleuve comme Senegal ou Sanaga.

L'étymologie du nom Sénégal est controversée depuis plusieurs décennies.

## Mythe de la pirogue
Parmi les différentes interprétations envisagées, la plus ancienne, proposée par l'abbé David Boilat dans Esquisses sénégalaises (1850) soutient que le mot procéderait de la déformation de l'expression wolof suñu gaal, « notre pirogue ». Attachante, c'est aussi la version la plus souvent relayée par les médias, voire les politiques. « Notre pirogue », constitue naturellement un excellent slogan, puisqu'il signifie « tous dans le même bateau » et met en avant la nécessaire solidarité nationale.
Ainsi, le nom Sunugal a notamment été donné à un court-métrage de Paulin Soumanou Vieyra, à un album du rappeur Didier Awadi consacré à l'émigration clandestine, à un site web et à plusieurs sociétés et restaurants. Sunugaal est aussi le titre de la revue de liaison et de réflexion des forces armées sénégalaises.

## Hypothèses scientifiques
Cette étymologie très populaire est pourtant contestée depuis les années 1960, notamment par Raymond Mauny et Théodore Monod dans l'édition française (IFAN, 1960) de Chroniques de Guinée de Gomès Eanès Dezurrara, puis par Paul Marty dans Islam au Sénégal (1971). 
D'autres étymologies ont été avancées : 
- Sanhadja, du nom d'une tribu berbère du Sahara[2] et d'abord transcrit en Zenaga sur les premières cartes portugaises, qui est considérée comme la plus plausible car en langue berbère le mot Sénégal est composé de "sina" qui veut dire "de là" et "id-noughal" qui veut dire "d'où nous revenons" et en langue berbère la composition des deux mots veut dire "là où sont nos frontières"  ;
- Singhane (terme hassanya par lequel les Maures désignent la province du Cayor) ;
- Siind (pour Aayeen, mal écrit et mal lu)[3].

Malgré les contributions de plusieurs spécialistes, il semble toutefois que le débat reste ouvert.